# Linyola
Linyola là một đô thị trong tỉnh Lleida, cộng đồng tự trị Cataluña Tây Ban Nha. Đô thị Linyola có diện tích là 28,7 ki-lô-mét vuông, dân số năm 2009 là 2744 người với mật độ 96,66 người/km². Đô thị Linyola có cự ly 29,3 km so với tỉnh lỵ Lleida.